# Beresna (Bila Zerkwa)
Beresna (ukrainisch und russisch Березна) ist ein Dorf im Südwesten der ukrainischen Oblast Kiew mit etwa 1000 Einwohnern (2001).

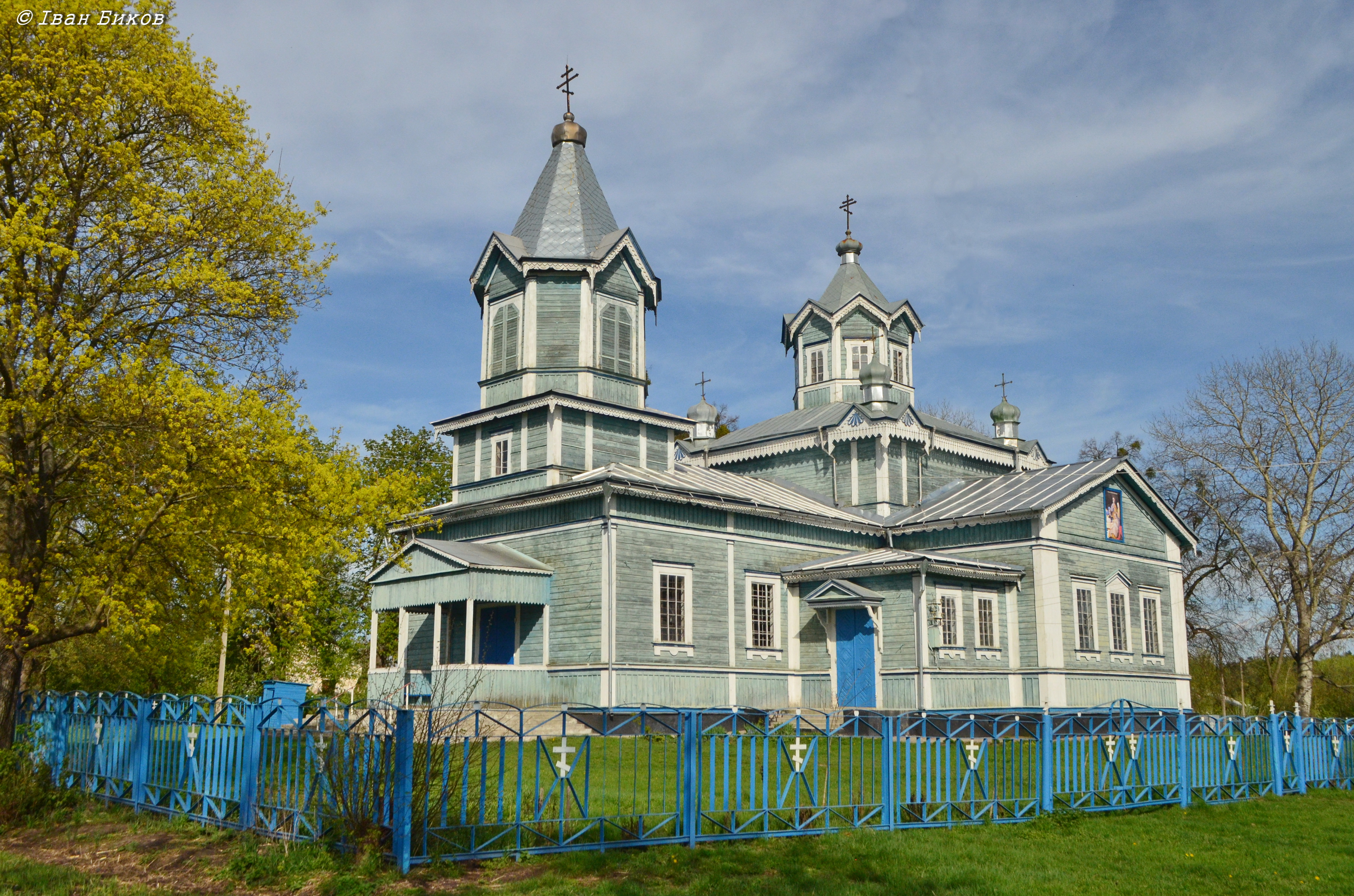
Orthodoxe Kirchengebäude in Beresna

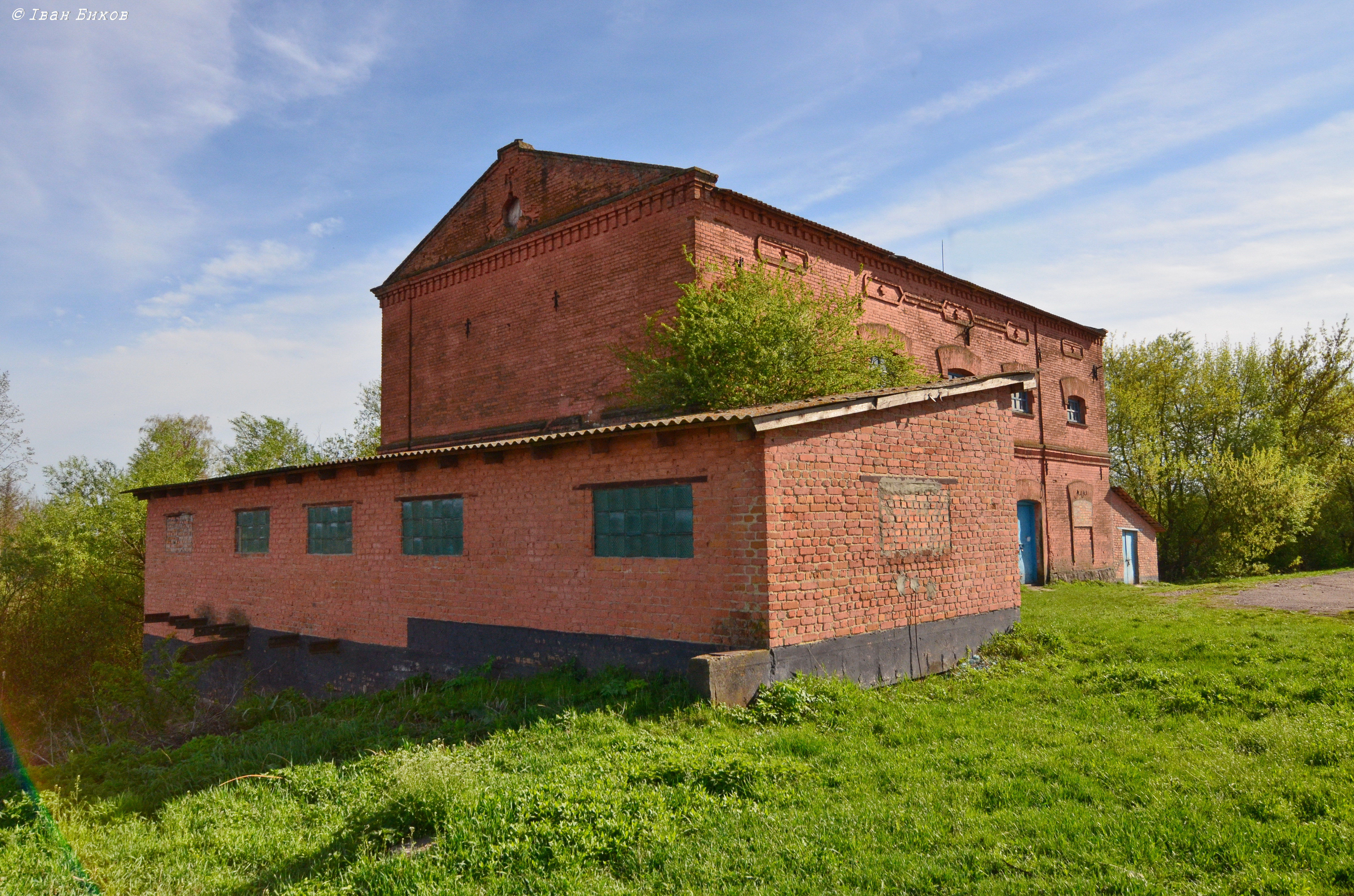
Ehemalige Wassermühle im Ort

Das 1616 erstmals schriftlich erwähnte Dorf befindet sich 8 km nördlich vom ehemaligen Rajonzentrum Wolodarka und etwa 120 km südwestlich von Kiew an der Mündung der Beresnjanka (Березнянка) in den Ros und an der Territorialstraße T–10–13.
Am 12. Juni 2020 wurde das Dorf ein Teil der neugegründeten Siedlungsgemeinde Wolodarka, bis dahin bildete es die gleichnamige Landratsgemeinde Beresna (Березнянська сільська рада/Beresnjanska silska rada) im Norden des Rajons Wolodarka.
Am 17. Juli 2020 kam es im Zuge einer großen Rajonsreform zum Anschluss des Rajonsgebietes an den Rajon Bila Zerkwa.

## Persönlichkeiten
Im Dorf kam 1904 der ukrainische Physiker, Professor und Akademiemitglied der Akademie der Wissenschaften der USSR Anton Komar (Антон Пантелеймонович Комар, † 1985) zur Welt.